# Filip Sachpekidis
Filip Sachpekidis (sinh ngày 3 tháng 7 năm 1997) là một cầu thủ bóng đá người Thụy Điển thi đấu cho Kalmar FF ở vị trí tiền vệ.